# نوبل ام۱۴
نوبل ام۱۴ (Noble M۱۴) خودرویی است که در سال‌های ۲۰۰۴ (Prototype)تولید شده‌است.
این خودرو در کلاس خودرو اسپورت قرار گرفته، طراحی آن موتور وسط و توزیع نیروی پیشران بوده ‌است. سیستم جعبه‌دندهٔ آن ۶ دنده به صورت دستی است.